# ベイチモ号
ベイチモ号（Baychimo）は、1914年にスウェーデンで建造され、ハドソン湾会社が所有していた、1,322トンの鋼鉄製蒸気貨物船。カナダ、ノースウエスト準州沿岸のビクトリア島に住むイヌイットとの毛皮と食料の交易に使用された。後にアラスカ沿岸で有名な幽霊船となった。

## 初期の歴史
ベイチモ号は、ハンブルクの Baltische Reederei K.G. から発注を受けたスウェーデン、ヨーテボリの Lindholmens Mek. Verks. A/B において造船番号420「Ångermanelfven号」として建造され、1914年に進水した。本船は全長70.15m (230ft)、三段膨張式蒸気機関で速度は10ノットだった。Ångermanelfven号は第一次世界大戦までハンブルクとスウェーデンとの貿易路で使用され、第一次世界大戦後はドイツによる輸送損失に対する戦争賠償の一部としてイギリスに引き渡された後、1921年にハドソン湾会社が取得した。そこで「ベイチモ号」と改名され、スコットランドのアルドロッサンを母港としカナダ北岸の毛皮集積・交易所への9回の航海を成功させた。

## 放棄
1931年10月1日、交易航海の終わりで毛皮の貨物を積載していたベイチモ号は叢氷に閉じ込められた。乗組員はあっさりと船を放棄し、氷上をシェルターを用いて2日かけて半マイル（約800m）離れたバローへ避難したが、その後船は氷から解放され、乗組員は船に戻った。10月8日、船は再び氷にはまったが、今度は完全にはまってしまった。10月15日、ハドソン湾会社は飛行機を飛ばし、22名の乗組員を救出し、15名の乗組員が後に残った。残った彼らは必要に応じて冬が終わるまで待つつもりで、少し離れたところに木造のシェルターを組み立てた。11月24日、激しいブリザードに襲われ、それが晴れてみるとベイチモ号は跡形もなく消えていた。船長は、船は嵐のせいでバラバラになって沈んだに違いないと判断した。しかし、数日後、アザラシ狩りをしていたイヌイットの猟師が彼らの場所から約72km離れたところにベイチモ号を見たと知らせてきた。15人は船を探し出し、このままでは船は冬を越すことはできないだろうという結論に達し、もっとも価値のある積荷である毛皮を空輸するために回収した。ベイチモ号は放棄された。

## 幽霊船
しかし、ベイチモ号は沈まなかった。そしてその後数十年に渡り数多く目撃された。人々は何回か船に接触できたが、いつも装備がなかったか、悪天候のせいでサルベージに失敗した。ベイチモ号の最後の目撃記録は、船が放棄されて38年後の1969年のイヌイットのグループによるものである。ベイチモ号はバロー岬とポイント・バローの間の海上で叢氷に挟まれて身動きがとれなくなっていた。
ユネスコの記事（#参考文献参照）によれば、ベイチモ号が最後に目撃されたのは、バロー岬とポイント・バローの間ではなく、アイシー岬とポイント・バローの間、アラスカ北西のチュクチ海上であるという。
ベイチモ号の最終的な運命は不明であるが、沈没したと思われる。
2006年、アラスカ州政府はいまだ海上にあるか、沈んでしまったかに関係なく、「北極海域の幽霊船」のミステリーとベイチモ号の居場所解明プロジェクトを開始した。今のところ、ベイチモ号はまだ発見されていない。

## 目撃例
- ベイチモ号が姿を消した11月24日の数日後、消失地の南方72kmで発見されたが、再び氷に閉ざされた。

- その数ヶ月後、再び発見されたが、約480km東に移動していた。

- 翌年の3月、ノームへ移動中の犬ぞりチームの男性が海岸近くで穏やかに浮かんでいるベイチモ号を目撃した。

- その数ヶ月後、探鉱者の一団が目撃した。

- 1933年3月、エスキモーのグループが発見し、激しい嵐のため10日間船の中に閉じ込められた。

- 1933年8月、ハドソン湾会社はベイチモ号がまだ浮いていることを聞いたが、サルベージするにはあまりに遠い海上にいた。

- 1934年7月、スクーナーに乗った探検者のグループがベイチモ号に乗り込んだ。

- 1935年9月、アラスカ沖で目撃された。

- 1939年11月、ベイチモ号をサルベージしようとヒューイ・ポルソン船長が乗り込んだが、近づいてきた氷盤に邪魔され、ポルソンは船を放棄した。

- 1939年以後、誰も乗っていないベイチモ号が単独で浮かんでいるのを何回も目撃されているが、いつも捕獲から逃れた。

- 1962年3月、エスキモーのグループがボフォート海沿岸を航行しているベイチモ号を目撃した。

- 放棄されてから38年後の1969年、叢氷のなかで凍り付いているところを発見された。これが幽霊船ベイチモ号の最後の目撃例である。

## 関連書籍
- Dalton, Anthony, Baychimo: Arctic Ghost Ship, Heritage House, 2006, ISBN 189497414X
- Gillingham, Donald W., Umiak!, Museum Press, 1955